# Liste der Monuments historiques in Le Pian-Médoc
Die Liste der Monuments historiques in Le Pian-Médoc führt die Monuments historiques in der französischen Gemeinde Le Pian-Médoc auf.

## Liste der Bauwerke
| Bezeichnung      | Beschreibung | Standort | Kennzeichnung | Schutzstatus | Datum | Bild           |
| ---------------- | ------------ | -------- | ------------- | ------------ | ----- | -------------- |
| Kirche St-Seurin |              | (Lage)   | PA00083663    | Inscrit      | 1925  | weitere Bilder |

## Liste der Objekte
| Bezeichnung | Beschreibung          | Standort                       | Kennzeichnung | Schutzstatus | Datum | Bild |
| ----------- | --------------------- | ------------------------------ | ------------- | ------------ | ----- | ---- |
| Glocke      | Bronze, 1780 gegossen | in der Kirche St-Seurin (Lage) | PM33000625    | Classé       | 1942  |      |